# Крис Гади
Крис Гади (на френски език - Chris Gadi) е френски футболист, нападател.

## Кариера
Дебютира за Олимпик Марсилия на 17 декември 2011 г. като резерва при победата над Лориан с 2:1.Бащата на Гади е фен на Марсилия и го кръщава на тяхната легенда Крис Уодъл.

## Статистика по сезони[3]
| Сезон   | Отбор          | Първенство         | Мачове | Голове |
| ------- | -------------- | ------------------ | ------ | ------ |
| 2011/12 | Марсилия       | Лига 1             | 3      | 0      |
| 2012/13 | Булон          | Шампионат национал | 19     | 6      |
| 2013/14 | Локомотив (Пд) | А група            | 22     | 4      |
| 2014/15 | Берое (СтЗ)    | А група            | 16     | 2      |
| 2016/17 | Спартак (Пл)   | Втора лига         | 22     | 11     |
| 2017/18 | Септември (Сф) | Първа лига         | 12     | 3      |